# 利夏诺尼科内
利夏诺尼科内（義大利語：Lisciano Niccone），是意大利佩鲁贾省的一个市镇。总面积35.52平方公里，人口644人，人口密度18.1人/平方公里（2009年）。ISTAT代码为054025。